# France Ô
France Ô was een Franse televisiezender die deel uitmaakte van de nationale omroep France Télévisions en zich volledig toelegde op de Franse overzeese gebieden, zowel afhankelijke territoria als overzeese regio's annex departementen. De doelgroep van het station bestond in de eerste plaats uit kijkers in la France métropolitaine (Europees Frankrijk) afkomstig uit de overzeese gebieden; pas sinds 2010 was de zender ook te ontvangen in de overzeese gebieden zelf, die elk hun eigen publieke omroep hebben, overkoepeld door het Réseau France Outre-mer (RFO), dat in dezelfde gebouwen huist als France Ô.
France Ô bood een selectie aan van programma's uit de negen verschillende lokale tv-stations van de RFO. Zo zond het station vanuit elk overzees gebied behalve de Franse Zuidelijke en Antarctische Gebieden, Saint-Barthélemy, Sint-Maarten en het onbewoonde Clipperton dagelijks de nieuwsuitzending van de plaatselijke zender rechtstreeks mee uit, waarbij men rekening diende te houden met de grote tijdsverschillen (zo was het journaal uit de gebieden in Oceanië in Europa 's ochtends te bekijken op France Ô). De kleinste gebieden, zoals Wallis en Futuna, werkten zonder studio en presentator. France Ô verzorgde deze nieuwsuitzendingen dus niet zelf, maar zond op die manier wel dagelijks rechtstreeks uit vanuit vijf continenten. Naast de programma's overgenomen van de negen overzeese televisiestations maakte France Ô ook eigen programma's in Parijs, die bijvoorbeeld tot doel hadden de Europese Fransen nader kennis te laten maken met hun overzeese landgenoten.
France Ô was via de kabel in Vlaanderen te ontvangen met bijvoorbeeld Telenet Digital TV. In april 2016 werd de zender door middel van de Horizon Box van Ziggo ook beschikbaar in Nederland.
France Télévisions heeft bekendgemaakt dat per 24 augustus 2020 de stekker uit de zender wordt getrokken. Deze maatregel is noodzakelijk vanwege een bezuiniging van 120 miljoen euro, opgelegd door de Franse overheid.

## Nieuwsuitzendingen per regio of territorium
- Frans-Guyana: Journal Guyane vanuit Remire-Montjoly, door Guyane 1ère
- Frans-Polynesië: Journal Polynésie vanuit Faaʻa, door Polynésie 1ère
- Guadeloupe: Journal Guadeloupe vanuit Pointe-à-Pitre, door Guadeloupe 1ère
- Martinique: Journal Martinique vanuit Fort-de-France, door Martinique 1ère
- Mayotte: Journal Mayotte vanuit Dzaoudzi, door Mayotte 1ère
- Nieuw-Caledonië: Journal Nouvelle-Calédonie vanuit Nouméa, door Nouvelle-Calédonie 1ère
- Réunion: Journal La Réunion vanuit Saint-Denis, door Réunion 1ère
- Saint-Pierre en Miquelon: Journal Saint-Pierre et Miquelon vanuit Saint-Pierre, door Saint-Pierre et Miquelon 1ère
- Wallis en Futuna: Journal Wallis et Futuna vanuit Matâ'utu, door Wallis et Futuna 1ère

Lijst van televisiekanalen in Frankrijk